# Tokorozawa

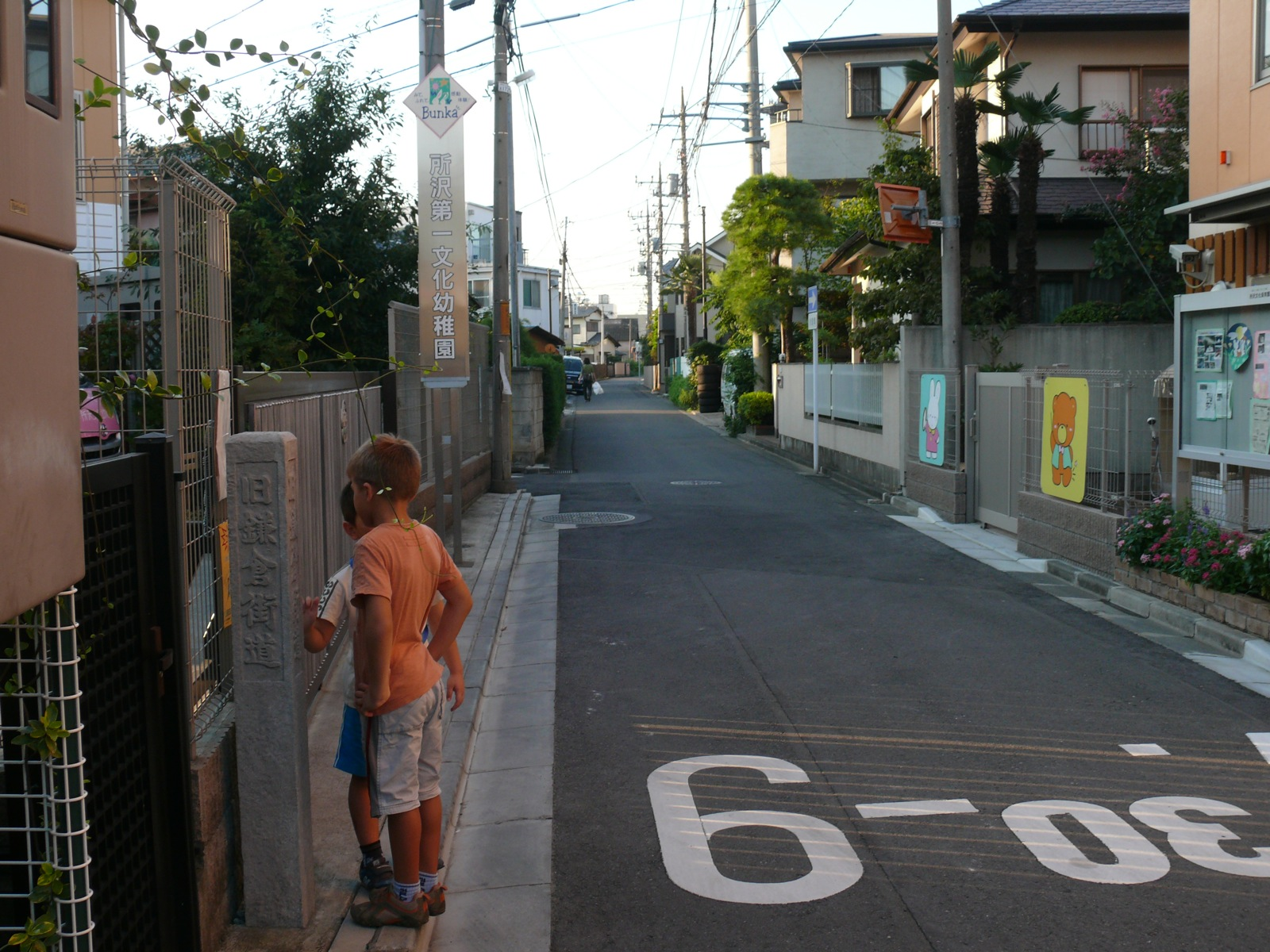
Stradă, Tokorozawa

Tokorozawa (所沢市 Tokorozawa-shi?) este un municipiu din Japonia, prefectura Saitama.